# 異世界マンチキン -HP1のままで最強最速ダンジョン攻略-
『異世界マンチキン -HP1のままで最強最速ダンジョン攻略-』（いせかいまんちきん）は、原作・志瑞祐、漫画・青桐良による日本の漫画作品。2019年2月5日より、講談社のWEB漫画サイト『水曜日のシリウス』にて連載中。
メディアミックス展開として、2025年10月よりテレビアニメの放送が予定されている。

## 概要
物語の主人公は、現代日本から剣と魔法の異世界<エバーワールド>に転生したTRPG（テーブルトークRPG）好きの高校生・桐原ユキト。彼は、自分と共に転生したものの行方不明となった妹を取り戻すため、危険な世界に身を投じる。
ユキトは「HP上限が常に1」という致命的な呪いを受けており、わずかなダメージでも瀕死による戦闘不能、場合によっては即死してしまうという極端なハンディキャップを抱えている。そのため、転生の際に邪悪の女神ネフィリアから奪った〈世界書（ワールド・マスターズ・ガイド）〉を武器に、世界のルールを熟読・分析し、そこに潜む抜け道や裏技を突いて敵に対抗していく。力や勇気ではなく、狡猾さで生き抜くHP1で挑む超慎重なプレイスタイル――それこそがTRPGで嫌われつつも最適解を追求する「マンチキン」の本質であり、ユキトの戦い方である。

## 登場人物
桐原ユキト
声 - 浦和希
種族：人間、クラス：ウィザード
異世界<エバーワールド>へ転生したTRPG好きの高校生。HPの上限が常に1という呪いを受けており、正攻法では戦えないため、妹を取り戻す目的のためならば卑怯な手も躊躇なく使う合理主義者。TRPG用語でいう「マンチキン」的戦法の体現者。
シャルロッテ（シャルロッテ・R・ブラウニア）
声 - 優木かな
種族：人間、クラス：パラディン
ブラウニア公爵家の三女にして、正義と慈愛の神ルーニアを信仰する聖騎士。生真面目な性格で、転生直後にゴブリンの群れに襲われていたユキトを助けようとするが、筋力不足で剣が振るえず逆に窮地に陥る。彼女の軍馬ロシナンテの戦闘力を見抜いたユキトの機転により逆転勝利し、その縁でユキトの最初の仲間となる。
ロシナンテ
声 - 落合福嗣
シャルロッテの愛馬。軍馬として訓練を受けているためシャルロッテよりも強く、ユキトのずる賢い作戦に何度も利用されるため、彼のことを嫌っている。
ルミリア（ルミリア・シャーウッド）
声 - 石川由依
種族：エルフ、クラス：レンジャー
ブラックドラゴンと邪悪寺院による襲撃を受けたエルフ一族の生き残り。さらわれた姉・セリーナを救うため、ユキトの旅に同行する。
マーガナルム
声 - 伊藤彩沙
ルミリアがスキルで召喚するオクトパス。原作ではリアルなタコの姿で描かれているが、アニメでは可愛くデフォルメされた姿となっている。
リヴェルナ（リヴェルナ・ダーク）
声 - 前田佳織里
種族：ドヴェルグ（闇ドワーフ）、クラス：クレリック
地下世界アンダーディープに存在した小国の王女。邪神ゾア＝グ＝ハイに心酔した結果、国を出奔し破壊の道へ。だが邪悪寺院との抗争に敗れ、居城を失ったことで、敵の敵は味方という理屈で配下と共にユキトに同行する。
桐原佐奈
声 - 月城日花
種族：人間、クラス：クレリック
ユキトの最愛の妹。<世界書>に記述があるため<エバーワールド>に転生しているのは確かだが、それ以降の行方は不明。
ネフィリア（ネフィリア・カース）
声 - 日笠陽子
種族：神
<エバーワールド>の暗黒の女王であり、“すべての死の母”と呼ばれる邪悪なる女神。ユキトには「真実と公正の神」と偽りの顔で接し、転生儀式を執り行うが、その最中に佐奈の死と転生が発覚。激昂したユキトに〈世界書〉を奪われる。現在は信徒を使い、ユキトの抹殺と〈世界書〉の奪還を狙っている。彼女がユキトを転生させた本当の目的は不明。

## テレビアニメ
2024年11月6日にテレビアニメ化が発表。2025年5月20日に、放送が同年10月からと告知され、PV第1弾が公開された。ナレーションと<世界書>の声は勝杏里が担当。
デュランダル（2022年3月1日設立）は本作が初のアニメ制作となる。

### スタッフ
- 原作 - 志瑞祐
- 漫画 - 青桐良
- 総監督 - 横田守
- 監督 - 由水桂、福士直也
- シリーズ構成 - 細川博司
- キャラクターデザイン - 横田守、加藤優依
- サブキャラクターデザイン - 迫由里香
- 総作画監督 - 加藤優依
- アニメーション制作 - デュランダル